# Ciccio (personaggio)
Ciccio dell'Oca (Gus Goose), più semplicemente Ciccio, è un personaggio immaginario dei cartoni animati e fumetti della Disney ideato da Carl Barks già nel 1937, ma apparso per la prima volta nelle strisce giornaliere di Paperino nel 1938 e nel cartone animato Il cugino di Paperino (Donald's cousin Gus).

## Storia editoriale
Come spesso accadeva a quei tempi, il suo esordio sulla carta stampata precedette quello sullo schermo: ispirandosi al soggetto del cortometraggio allora in lavorazione, già nel 1938 Al Taliaferro aveva realizzato una serie di strisce in cui il famelico cugino irrompeva nella vita di Paperino, riprendendo alcune situazioni che poi si vedranno nel cartone animato.
Il suo esordio nei fumetti a opera di Bob Karp e Al Taliaferro sulle strisce giornaliere pubblicate sui quotidiani nel 1938 (Arriva Ciccio!) avviene nella sequenza di strisce dal 9 al 24 maggio 1938, in cui il papero si presenta da Paperino come suo cugino e figlio della "zia Fanny", e, ospitato per qualche tempo, gli svuota la dispensa e gli crea svariati problemi con la propria fastidiosa e ingombrante presenza; dopo alcuni tentativi da parte di Paperino di liberarsi dell'incomodo ospite, alla fine Ciccio decide di tornarsene a casa dopo aver letto su un giornale che nella sua città di residenza, Honking sull'Hudson, la produzione di cibo ha raggiunto i livelli massimi (senza accorgersi, tuttavia, che il giornale in questione era molto datato).
Successivamente compare in altre due sequenze di strisce nel 1938 e nel 1941, nelle quali Paperino è ospite nella sua fattoria a Honking sull'Hudson, raggiungibile in treno. Al termine della prima sequenza di strisce (dal 7 al 22 novembre 1938) Ciccio regala a Paperino una capra, che provocherà molti guai al ritorno a casa. Nella sequenza di strisce dal 10 al 29 novembre 1941, Ciccio ospita non solo Paperino ma anche Qui, Quo, Qua, mentre Paperina è ospitata da sua sorella in una fattoria nei dintorni; mentre Qui, Quo e Qua si invaghiscono della figlia della sorella di Paperina, Paperino sospetta che il cugino Ciccio stia provando a sottrargli la fidanzata corteggiandola. Dopo un'ultima apparizione nella tavola domenicale del 4 gennaio 1942 (in cui ancora una volta viene suggerita la possibilità di una relazione sentimentale tra Paperina e Ciccio), Ciccio non sarà più utilizzato da Taliaferro.
Nelle strisce di Taliaferro (ma anche nel cartone del 1939) Ciccio è caratterizzato come il cugino campagnolo, ottuso e ghiottone di Paperino, ma non ancora come il garzone di Nonna Papera (che del resto non era ancora stata creata). L'accostamento tra i due personaggi (ideato umoristicamente ad hoc per creare un contrasto tra l'energica e volitiva nonnina e il pingue e irresponsabile "oco") coincide con l'esordio sui comic book del personaggio, nel 1950, con la storia I tre paperini e Nonna Papera di Carl Barks, che poi però non si occupò molto del personaggio, sviluppato soprattutto da Paul Murry, Jack Bradbury, Tony Strobl e Frank McSavage; in tale occasione Ciccio risponde al nome di Giongio. Automaticamente Ciccio fu utilizzato come garzone di Nonna Papera anche nelle storie italiane, e il fatto che fosse cugino di Paperino cadde quasi nel dimenticatoio.

### Edizioni estere
In Italia il personaggio viene inizialmente ribattezzato Paperone, nome che nel 1948 verrà adottato per Paperon de' Paperoni; compare spesso quando Paperino o Qui, Quo e Qua vanno a trovare Nonna Papera alla fattoria. Non tutti gli autori italiani seguono la genealogia americana che vede Ciccio parente di Nonna Papera: in alcune storie, i due personaggi non sono parenti ma semplicemente garzone e datrice di lavoro da tempo immemore, e si sono conosciuti in modi curiosi e fantasiosi. Negli Anni 2000 sul settimanale Topolino è divenuto protagonista di storie e di alcune serie speciali dedicate esclusivamente a lui, ad esempio Mago Ciccio, Ciccio tra fame e sonno e Agente speciale Ciccio, oltre a brevi strisce dette "Ciak" come La mitologia di Ciccio, Il prode Lancicciotto, Le fiabe di Ciccio, L'odissea di Ciccio, Ciccio show, Il magico mondo di Ciccio e molte altre.

## Caratterizzazione del personaggio
Si tratta di un'oca antropomorfa e già alla sua prima apparizione si presenta come un personaggio grasso, un po' tonto, ma perennemente affamato e molto pigro; è di indole estremamente bonaria, difficile da infastidire, ancor più difficile da far arrabbiare; pronipote di Nonna Papera, "lavora" alla fattoria come suo aiutante, rivelandosi spesso più di ingombro che altro. Da notare che nel cortometraggio d'esordio Ciccio non parla, bensì emette solamente suoni simili ad un clacson premendosi il portapiume.
Secondo le storie moderne, la fattoria di Nonna Papera in cui vive si trova presso il borgo di Quacktown, località rurale a nord di Paperopoli che è stata ideata con la serie di Paperino Paperotto di Bruno Enna (1998), la quale peraltro racconta dell'infanzia di Paperino alla fattoria senza che mai compaia Ciccio, presumibilmente a quei tempi ancora a Honking-sull'Hudson; trascorre la maggior parte del tempo mangiando o dormendo e, pur essendo sinceramente affezionato alla nonna, è di fatto per lei più un peso che un aiuto. Benché sembri poco reattivo, Ciccio ha talvolta dei tratti di notevole ingegno, soprattutto quando deve inventare un sistema per non lavorare, arrivando persino a progettare strani marchingegni fabbricati con materiali di fortuna pur di faticare il meno possibile.
Figlio della non meglio precisata "zia Fanny", secondo l'albero genealogico di Barks degli anni '50 (redatto per uso personale) Ciccio è un cugino molto alla lontana di Paperino, in quanto nipote di Luke the Goose (Luca dell'Oca), a sua volta padre di Gastone e zio acquisito di Paperino; in realtà, a rigore la definizione di "cugino" esclude i figli dei fratelli dello zio acquisito, dunque, sulla base del suddetto albero genealogico, Paperino e Ciccio non sarebbero davvero cugini, pur avendo un cugino di primo grado in comune, ovvero Gastone. Nella seconda versione dell'albero genealogico di Barks, redatta nel marzo 1991, Ciccio viene invece presentato come cugino di primo grado di Paperino (la madre, una delle figlie di Nonna Papera, avrebbe sposato un'oca antropomorfa); tuttavia, appena un mese dopo, l'uomo dei paperi tornò sui propri passi, rendendolo nuovamente un cugino alla lontana nella terza versione dell'albero, quella poi usata, seppur con diverse modifiche, da Don Rosa. Nell'albero genealogico di Don Rosa, generalmente ritenuto "ufficiale" nel fumetto Disney di oggi, la madre di Ciccio, Fanny, risulta essere la cugina del padre di Paperino (il fatto che nella lettera a Paperino si firmi come "zia Fanny" si spiegherebbe con la consuetudine di chiamare "zii" i cugini dei genitori per rispetto della differenza generazionale) rendendo Ciccio un cugino di terzo grado di Paperino nonché pronipote di Nonna Papera. Sempre nell'albero genealogico di Don Rosa Luca dell'Oca risulta essere il padre di Ciccio, mentre nella prima versione dell'albero genealogico di Barks era suo zio e padre di Gastone.
Alter ego
L'alter ego supereroistico di Ciccio è Iron Ciccius, parodia del supereroe Iron Man. In effetti è in tutto simile al goloso papero che vive nella fattoria di Nonna Papera: è sempre affamato e ama dormire, ma nonostante ciò nelle sue avventure contro i cattivi riesce sempre ad avere la meglio; appare nel 2008 nella saga degli Ultraheroes, ma non ha un ruolo importante, data la presenza di personaggi ben più noti come Paperinik, Superpippo e Topolino. In un episodio mangia tutte le arachidi di Superpippo, mettendolo fuorigioco per alcune puntate. Se la vede con Roller Dollar, addormentandosi durante lo scontro e lasciando all'avversario l'Ultrapod; durante la penultima battaglia, riesce (involontariamente e incredibilmente) a catturare tutti i Bad-7 con una gigantesca caramella gommosa. Nella prima metà degli anni Ottanta, un alter ego medioevale di Ciccio fa da scudiero al Prode Cavaliere Pippo in una divertente serie di brevi storie autoconclusive ambientate nell'età comunale.

## Filmografia
Il personaggio fa la sua prima apparizione nel cortometraggio del 1939 Il cugino di Paperino dove manifesta la sua voracità (messa in evidenza dal suo orologio che segna solamente "Pranzo", "Spuntino", "Ora del tè" e "Cena") nutrendosi in modo quantomeno surreale, ad esempio cucendo una calza con gli spaghetti o aspirando i piselli attraverso una cannuccia. Carl Barks può essere considerato il suo creatore, visto che lo aveva già pensato nel 1937 per un cortometraggio chiamato Lost prospectors, in cui sarebbe stato la spalla di Paperino nell'attività di cercatori d'oro nella Valle della Morte, ma il corto non venne mai prodotto. Come testimoniato dal particolare abbigliamento che si può vedere nel cortometraggio del 1939, Ciccio è stato pensato come versione animata di Stanlio del duo comico Stanlio e Ollio, che Paperino e Ciccio avrebbero dovuto ricordare pur assegnando la pinguedine al personaggio "tonto" e l'irascibilità a quello magro.  In seguito, Ciccio ha avuto solo un piccolo cameo con Nonna Papera in Canto di Natale di Topolino, mentre nella serie House of Mouse - Il Topoclub lavora come cuoco, e, come nel cartone d'esordio, si limita a fare dei versi di clacson e non parla mai. 